# Каркаралинский район
Каркаралинский район (каз. Қарқаралы ауданы) — административная единица Карагандинской области Казахстана.
Районный центр — город Каркаралинск, основанный в 1824 году.

## География
Расстояние от г. Каркаралинска до областного центра — 220 км. Территория района составляет 35,5 тыс. км².
Каркаралинский район располагается в восточной части Сарыарки (Казахского мелкосопочника). Рельеф преимущественно низкогористый и холмистый. Наиболее высокие горы: Каркаралы — 1403 м, Кент — 1400 м, Мыржык — 970 м, Ку — 1356 м[уточнить].
Крупнейшие водоёмы района, имеющие рыбохозяйственное значение, — озёра Жантлеколь (80 га), Балыктыколь (2250 га), Жартас (300 га), Беталыс (190 га), Мырза-Шоккы (100 га). Общая площадь водоёмов — 2926 га. Наибольшую площадь (15,4 тыс. га) занимает солёное Карасор, которое находится на севере района.
Почвы бурые, солончаковые красно-бурые и солончаковые. Растительность степная. В равнинных местах произрастают лабазник (таволга), типчак, полынь, чий и другие травы. В межгорных долинах и оврагах, долинах рек преобладают разнотравные луга и тальник. В горах произрастают сосна, арча, жимолость, акация, чёрная смородина, боярышник и другие кустарники, у подножий — берёза, тополь. Площадь земель, покрытых лесом, составляет 53,6 тыс. га. На территории Каркаралинского района обитают следующие виды животных: волк, кабан, косуля, лось, сурок, лисица, корсак, хорь, заяц, утка, гусь, серая куропатка, горностай, ласка; редкие и исчезающие виды: архар, манул, перевязка, кулан, селивиния, чёрный аист, балобан.
Семь природных объектов, расположенных на территории района, считаются памятниками природы:
- Клён ясенелистный.
- Пещера первобытного человека.
- Лиственница сибирская.
- Озеро Шайтанколь.
- Озеро Бассейн.
- Ель сибирская.
- Памятник природы Палатка.

## История
Район образован 1932 году. С июля 1934 года был одним из районов Каркаралинского округа. 29 июля 1939 года из состава упразднённого Каркаралинского округа был передан в состав новообразованной Карагандинской области.

## Население
Национальный состав (на начало 2019 года):
- казахи — 34 604 чел. (96,06 %)
- русские — 1074 чел. (2,98 %)
- украинцы — 41 чел. (0,11 %)
- немцы — 86 чел. (0,24 %)
- татары — 115 чел. (0,32 %)
- башкиры — 13 чел. (0,04 %)
- белорусы — 17 чел. (0,05 %)
- молдаване — 9 чел. (0,02 %)
- другие — 66 чел. (0,18 %)
- Всего — 36 025 чел. (100,00 %)

## Административно-территориальное деление
Административно-территориальное деление района:
| Сельский округ/город                    | Население, чел. (2009) | Населённые пункты                                                            |
| --------------------------------------- | ---------------------- | ---------------------------------------------------------------------------- |
| город Каркаралинск                      | 9212                   |                                                                              |
| Абайский сельский округ                 | 729                    | село Айнабулак, село Мыржык                                                  |
| Мади аульный округ                      | 676                    | село Айрык, село Едрей                                                       |
| Аманжоловский сельский округ            | 2012                   | село Акбай-Кызылбай, село Аккора, село Белдеутас, село Сарыобалы, село Талды |
| Таттимбет аульный округ                 | 741                    | село Актасты, село Шилдебай                                                  |
| Бактинский сельский округ               | 1419                   | село Абыз, село Бакты, село Шолаккайын                                       |
| Балкантау аульный округ                 | 1050                   | село Айнабулак, село Карабулак                                               |
| Бесобинский сельский округ              | 1558                   | село Бесоба, село Карашокы, село Кызылту                                     |
| Егиндыбулакский сельский округ          | 3399                   | село Егиндыбулак                                                             |
| Нуркена Абдирова сельский округ         | 1662                   | село Акшокы, село Жарлы, село Жекежал                                        |
| Жанатоганский сельский округ            | 818                    | село Ежебай, село Жанатоган                                                  |
| Кайнарбулакский сельский округ          | 1559                   | село Аппаз, село Жалпакшилик, село Милыбулак, село Саз                       |
| Карагайлинская поселковая администрация | 5100                   | поселок Карагайлы, село Актерек                                              |
| Каракольский сельский округ             | 515                    | село Караколь                                                                |
| Каршигалинский сельский округ           | 1748                   | село Коктас, село Новый Путь, станция Саумалколь                             |
| Киргизский сельский округ               | 1994                   | село Борлыбулак, село Буркутты, село Жанибек, село Кент, станция Буркитты    |
| Коянды аульный округ                    | 516                    | село Атантай, село Коянды                                                    |
| Мартбек Мамыраев аульный округ          | 1043                   | село Акжол, село Жананегиз                                                   |
| Ныгмет Нурмаков аульный округ           | 675                    | село Бастал, село Колбасы, село Осибай                                       |
| Тегисшилдикский сельский округ          | 1588                   | село Жарлы, село Калинино, село Тегисшилдик                                  |
| Темиршинский сельский округ             | 1329                   | село Айнабулак, село Караагаш, село Татан                                    |
| Томарский сельский округ                | 955                    | село Томар                                                                   |
| Угарский сельский округ                 | 518                    | село Матак                                                                   |
| Шарыктинский сельский округ             | 1105                   | село Айыр, село Кызылшилик, село Теректы, село Шоптыколь                     |
| Ынталинский сельский округ              | 801                    | село Ынталы                                                                  |

## Туризм
В настоящее время на территории находится 10 домов отдыха, 9 оздоровительных лагерей, санаторий-профилакторий «Жосалы», краеведческий музей, музей природы. На территории расположен Государственный национальный парк природы.

## Первые секретари райкома КПСС
1. Мырзагул Атаниязов 1929—1932
2. Калымбетов 1932
3. Абдрахман Махатов 1932—1934
4. Турдалиев Ж 1934—1938
5. Кайырбек Дауренбеков 1937—1938
6. Оразгали Мамежанов 1938
7. Кабдолла Ахтанов 1938—1939
8. Капыш Сапаев 1939—1941
9. Шахан Дулатов 1941—1943
10. Ибижан Рахымжанов 1943—1948
11. Абдрахман Жанибеков 1948—1953
12. Аубакир Жусупов 1953—1954
13. Елемес Ергебаев 1954—1959
14. Турсын Торегожин 1959—1962
15. Тишбек Аханов 1962—1963
16. Мукан Медеубаев 1963—1964
17. Михаил Шаекин 1965—1973
18. Зайкен Инкарбаев 1973—1977
19. Махмет Сакенович Бекшин 1977—1985
20. Кажнаби Жакыпов 1985—1990

## Акимы
1. Шахарбаев Толеутай 1990—1993
2. Мажитов Темирболат Мажитович 1993—1997
3. Нуракышев Мурат Шаукенович 1997—2000
4. Омарханов Ниханбай Имангалиевич (2000—2010) Аргын Қаракесек Бұлбұл
5. Аймаков Сержан Жанабекович 08.2010 — 05.2011
6. Максутов Калел Мукатаевич (05.2011 — 12.2019)
7. Дюсетаев Эльдар Серикович (с 12.2019 — 04.2022)[11][12][13]
8. Кусайын Ерлан Бейсембайулы (11.04.2022)[14]